# Rathaus Peitz

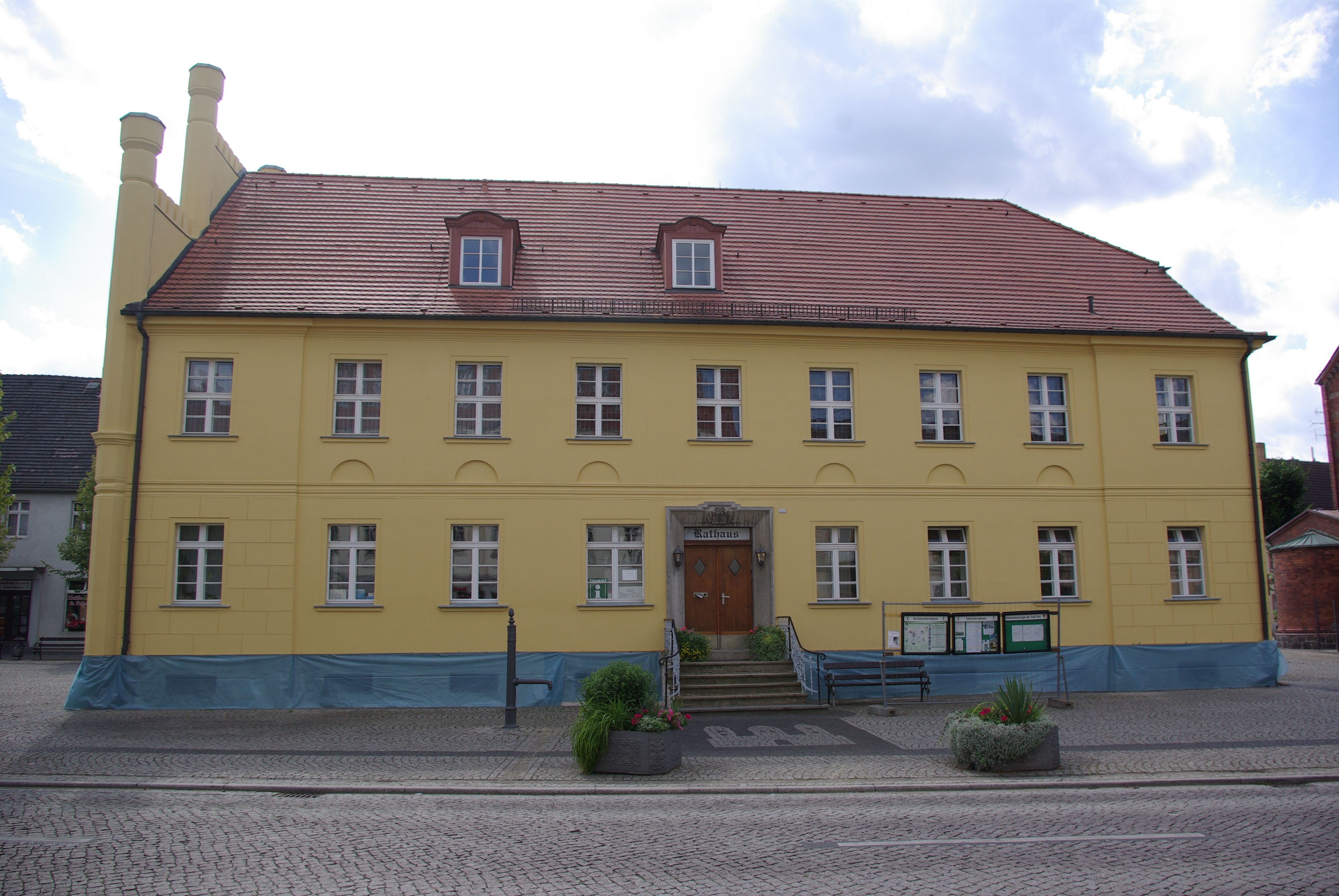
Rathaus Peitz (2009)

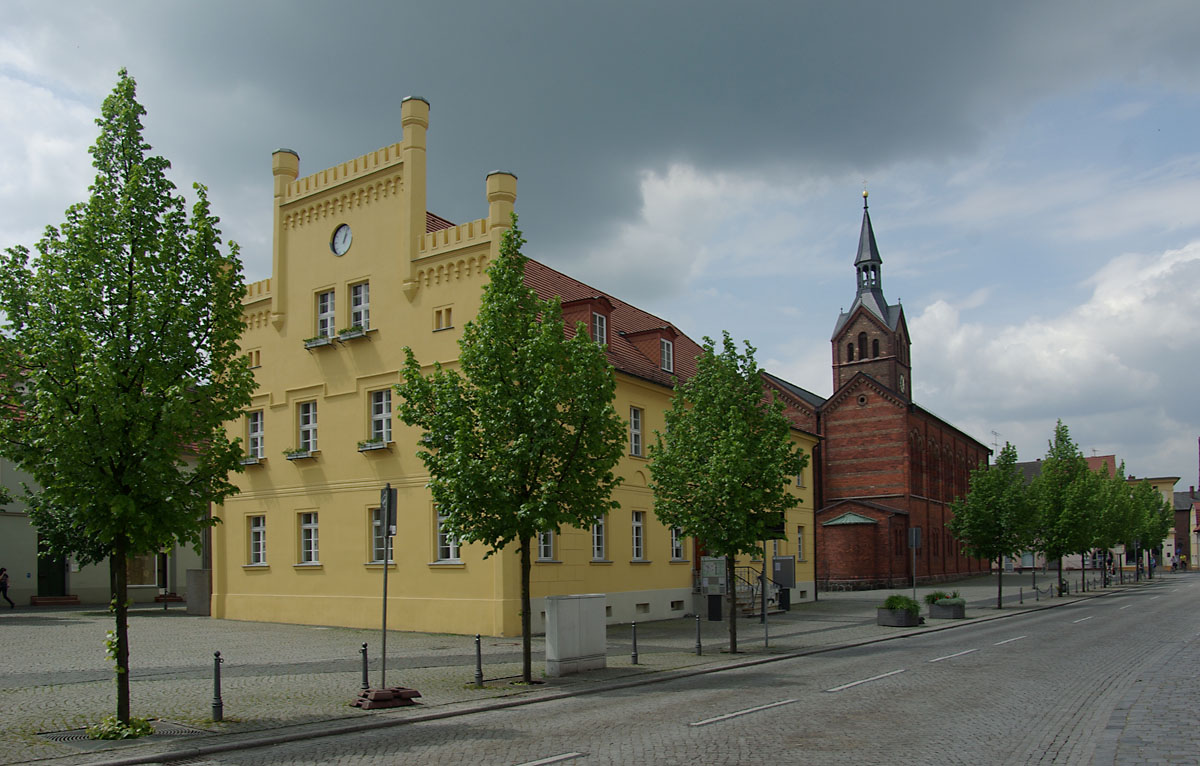
Ansicht von Osten mit der Stadtpfarrkirche im Hintergrund (2010)

Das Rathaus Peitz ist das ehemalige Rathaus der Stadt Peitz im Landkreis Spree-Neiße in Brandenburg. Es befindet sich auf dem Marktplatz, östlich der Stadtpfarrkirche, und ist ein eingetragenes Baudenkmal in der Denkmalliste des Landes Brandenburg. In dem Gebäude befindet sich heute die Touristeninformation.

## Geschichte und Architektur
Das nach dem Stadtbrand 1768 errichtete alte Rathaus der Stadt Peitz wurde bereits nach kurzer Zeit zu klein. Gegen Ende des 18. Jahrhunderts wurde mit Planungen begonnen, die eine Unterbringung der Stadtverwaltung, der städtischen Schule am Lieberoser Tor sowie des Amtsgerichts in einem Gebäude zusammenzufassen. Nach einem Kostenzuschuss durch den König Friedrich Wilhelm III. wurde im Jahr 1805 unter Leitung des Maurermeisters Johann Gottfried Görn und des Zimmerermeisters Gottfried Schüßler mit dem Bau des Hauses begonnen, das im folgenden Jahr fertig gestellt wurde. 1863 wurde der Maurermeister Dworzartszeck mit einem Umbau des Rathauses beauftragt, das im Tudorstil umgestaltet wurde. 1929 wurde das Rathaus um einen von dem Cottbuser Architekturbüro Schmidt & Arnold entworfenen Sitzungssaal erweitert. Seit den 1990er Jahren befindet sich die Peitzer Touristeninformation in dem Gebäude.
Das Rathaus ist ein freistehender zweigeschossiger Putzbau aus Ziegelmauerwerk im Stil des Klassizismus. Als Baumaterial wurden überwiegend Ziegel der abgebrochenen Festung Peitz wiederverwendet. Das in Ost-West-Richtung ausgerichtete Gebäude hat an der Längsseite neun Achsen und Eckrisaliten, die im Erdgeschoss mit Ritzquaderung versehen sind. Die horizontale Teilung erfolgt durch ein Gurtgesims, an der Nordseite liegen halbrunde Blenden unmittelbar darüber. Im Mittelrisalit befindet sich ein zweiflügeliges Eingangsportal mit einer vorgelagerten Freitreppe, über dem Portal liegt ein Relief mit dem Wappen der Stadt Peitz. Auf der Westseite liegt ein Nebeneingang. Die Fenster sind rechteckig, abgeschlossen wird der Bau durch ein Krüppelwalmdach. Die 1863 umgestaltete östliche Schmalseite hat einen mit Zinnen bekrönten Staffelgiebel mit einer Uhr und Fensterverdachungen.
Hinter dem Hauptportal betritt man ein Foyer mit Treppenhaus und großen, rechteckigen, braunen Fliesen, das in der Umbauphase um 1928 entstand. Einige der Türen stammen ebenfalls noch aus dieser Zeit, die Raumstruktur wurde beim Umbau zur Touristeninformation in den 1990er Jahren verändert. An der Südseite liegt am Treppenaufgang ein großes Bleiglasfenster mit dem Peitzer Stadtwappen und darüber zwei Bleiglasfenster mit Darstellungen von örtlichen Wirtschaftszweigen. Die Bleiglasfenster im ehemaligen Sitzungszahl beinhalten die Wappen des Königreiches Preußen und der Provinz Brandenburg.